# جون إم. بولارد
جون إم. بولارد (بالإنجليزية: John Pollard)‏ (و. 1941  م) هو رياضياتي بريطاني.